# Amlaíb Cenncairech
Amlaíb Cenncairech fue un caudillo hiberno-nórdico, probablemente monarca del reino de Limerick, con una trayectoria notable de actividad militar en la Irlanda del siglo X (c. 930), especialmente en Connacht y posiblemente en Ulster y Leinster. La década entre 920 y 930 corresponde al periodo de máximo apogeo del dominio vikingo en Irlanda y cuando Limerick llegó casi a igualar al reino de Dublín en poder.

## Etimología
Cennc(h)airech se traduce normalmente como "cabeza-de-costras" pero posiblemente no sea la más adecuada para Amlaíb. El adjetivo cairech significa, según el diccionario de la lengua irlandesa, "criminal; culpable; pecador", y por lo tantoCennc(h)airech podría traducirse como "Cabeza pecadora".

## Vida
Amlaíb aparece brevemente mencionado en los Anales de los cuatro maestros y Anales de Clonmacnoise. Los eventos también se recogen en Chronicon Scotorum pero no se menciona a Amlaíb por su nombre.

### Anales de los cuatro maestros
AFM931.15[933]: La victoria sobre Duibhthir fue ganada por Amhlaeibh Ceanncairech de Luimneach [Limerick], donde algunos nobles de Uí Maine fueron asesinados.
AFM932.2[934]: Los extranjeros de Luimneach saquearon Connaught hasta Magh-Luirg hacia el norte, y hasta Badhbhghna al este.
AFM934.6[936]: Amhlaibh Ceannchairech, con los extranjeros, vinieron desde Loch Eirne a través de Breifne a Loch Ribh. Una noche de Navidad cruzaron el Sinainn, y permanecieron siete meses allí; y Magh-Aei fue destruida y saqueada por ellos.
AFM935.16[937]: Amhlaeibh, hijo de Godfrey, señor de los extranjeros, llegó a Lughnasadh desde Ath-cliath, fueron llevados como prisioneros Amhlaeibh Ceanncairech desde Loch Ribh, y los extranjeros que iban con él [con Cairech], tras destruir sus naves.
AFM935.17[937]: Los extranjeros de Athcliath perdieron su fortaleza, y marcharon a Inglaterra.
La interpretación de los dos últimos párrafos es que Amlaíb mac Gofraid reclutó a Amlaíb Cenncairech para la batalla contra Athelstan, la que sería la batalla de Brunanburh.
Algunos historiadores intentaron interpretar estos acontecimientos como la culminación del conflicto y rivalidad entre los vikingos de Dublín y Limerick, desde la llegada de Tomrair mac Ailchi en 922. Asumen que ambos Amlaíb se enzarzaron en una batalla donde mac Gofraid tuvo una "victoria decisiva" sobre Cenncairech, Limerick dejaría de desempeñar un rol importante en Irlanda durante dos o tres décadas.

### Anales de Clonmacnoise
Sin seguridad absoluta, parece que Cenncairech sucedió a Colla ua Báirid (m. 932) según Chronicon Scotorum como rey escandinavo de Limerick, y por lo tanto se vio involucrado en los acontecimientos del año 933.:
AC928[933]: Los daneses de Loghernie apresaron y destruyeron Irlanda, sin respetar persona, edad, o sexo hasta llegar a Loghgawney (hoy Lough Gowna, baronía de Granard, Longford).
AC929[934]: Los daneses de Lymbrick apresaron y destruyeron todo Connought hasta Moylerge al norte y hasta Bowgna al este.
AC930[936]: Los daneses de Logherney llegaron a Loghrie en la víspera de Navidad, Awley Keanchyreagh, y permanecieron allí siete meses destruyendo y saqueando las fronteras de Connought, llamadas Moyenoye.
De nuevo se menciona la "expedición a Inglaterra", pero no aparece ninguna cita sobre conflictos con Dublín:
AC931[937]: Los daneses de Loghrie, llegaron a Dublin. Awley [mac Gofraid] con todos los daneses de Dublín y parte del norte de Irlanda marcharon a ultramar. Los daneses que partieron desde Dublín llegaron a Inglaterra, y con la ayuda de los daneses de aquel reino, ofrecieron batalla a los sajones de las llanuras de Othlyn, donde hubo gran matanza de nórdicos y daneses, entre los cuales se encontraban muertos los capitanes Sithfrey y Oísle y dos hijos de Sithrick, Galey, Awley <...>

### Chronicon Scotorum
De nuevo, no aparece ninguna cita sobre conflictos con Dublín:
CS932: Colla nieto de Bairid, rey de Luimnech, muere.
CS933: Los extranjeros marcharon sobre Loch Érne y devastaron muchos pueblos e Iglesias hasta Loch Gamna.
CS934: Los extranjeros de Luimnech hicieron incursion en Connacht hasta el norte de Magh Luirg y al este de Badhgna.
CS936: Los extranjeros de Loch Érne marcharon sobre Loch Ríbh.
CS937: Los extranjeros de Loch Ríbh se fueron a Áth Cliath.

## Teorías
- Aparece un Amlaíb de Limerick como personaje protohistórico de una saga del siglo XII Caithréim Chellacháin Chaisil, que muere a manos del mismo Cellachán Caisil. El historiador Alexander Bugge no toma partido sobre la historicidad, pero apuesta por Amlaíb Cenncairech como primer ejemplo de un histórico Amlaíb asociado con Limerick.[12]
- Donnchadh Ó Corráin recuerda que el "Amlaíb del texto recuerda vagamente a Amlaíb Cennchairech pero hay que tener en cuenta que Amlaíb era uno de los nombres vikingos más comunes en Irlanda."[13]

Bugge también cree que Amlaíb de Limerick se puede identificar como el padre de Amlaíb mac Amlaíb citado en Cogad Gáedel re Gallaib (obra contemporánea a Caithréim Chellacháin Chaisil), como aliado de Ivar de Limerick. Amlaíb mac Amlaíb fue desterrado junto a Ivar tras la pérdida de los nórdicos en la batalla de Sulcoit (967) contra los Dál gCais dirigidos por Mathgamain mac Cennétig. Ambos aparecen como los que "intentaron conquistar Britania" juntos, aparentemente sin éxito, ya que Amlaíb “murió en manos del rey de Inglaterra” e Ivar ocupó de nuevo el trono de Limerick en solitario.